# Eublemma virilis
Eublemma virilis là một loài bướm đêm trong họ Erebidae.